# Hlengiwe Mkhize
Pour les articles homonymes, voir Mkhize.
Hlengiwe Mkhize (née le 6 septembre 1952 et morte le 16 septembre 2021) est une femme politique et une universitaire sud-africaine, membre du Congrès national africain (ANC) et députée de 2009 à 2021.  

## Biographie
Née le 6 septembre 1952, Hlengiwe Buhle Mkhize détient un bachelor of arts en psychologie, assistance sociale et sociologie de l'université du Zoulouland (1976), ainsi qu'un honours degree en psychologie (1978) et un master's degree en psychologie clinique (1981) de l'université du Natal.
Elle est professeure associée (senior lecturer) et chercheuse à l'université du Witwatersrand de 1990 à 1995. 
En 1995, elle fait partie des membres fondateurs du Children and Violence Trust, qu'elle administre depuis.
En 2009, elle est élue députée à l'Assemblée nationale sous l'étiquette du Congrès national africain.
Ambassadrice d'Afrique du Sud aux Pays-Bas de 2005 à 2008, elle est par la suite et successivement, au sein des gouvernements Zuma, vice-ministre de l'Administration pénitentiaire (2009-2010), vice-ministre de l'Enseignement supérieur et de la Formation professionnelle (2010-2012), vice-ministre du Développement économique (2012-2014), vice-ministre des Télécommunications et des Services postaux (2014-2017), ministre de l'Intérieur (2017) et ministre de l'Enseignement supérieur et de la Formation professionnelle entre le 17 octobre 2017 et le 28 février 2018. 
Sa dernière fonction publique est celle de vice-ministre de la Présidence, chargé des Femmes, de la Jeunesse et des Personnes en situation de handicap au sein du gouvernement Ramaphosa II du 30 mai 2019 jusqu'à sa mort le 16 septembre 2021.